# Peperomia olivacea
Peperomia olivacea är en pepparväxtart som beskrevs av C. Dc.. Peperomia olivacea ingår i släktet peperomior, och familjen pepparväxter. Inga underarter finns listade i Catalogue of Life.